# Керпініш (Горж)
Керпініш (рум. Cărpiniș) — село у повіті Горж в Румунії. Входить до складу комуни Красна.
Село розташоване на відстані 215 км на північний захід від Бухареста, 28 км на північний схід від Тиргу-Жіу, 97 км на північ від Крайови.

## Населення
За даними перепису населення 2002 року у селі проживали 958 осіб, усі — румуни. Усі жителі села рідною мовою назвали румунську.